# Појде (општина)
Општина Појде (ест. Pöide vald) рурална је општина у југоисточном делу округа Сарема на западу Естоније.
Општина обухвата крајњи југоисточни део острва Сареме и заузима територију површине 123,6 km2. Граничи се са општинама Муху на североистоку, Орисаре на северу и Лајмјала на западу.
Према статистичким подацима из јануара 2016. на територији општине живело је 880 становника, или у просеку око 7,1 становника по квадратном километру.
Административни центар општине налази се у селу Торнимаје у ком живи свега око 70 становника.
На територији општине налази се 30 села. 